# Destination Victoria Station
Destination Victoria Station è un album raccolta del cantautore country Johnny Cash pubblicato nel 1975 della CBS Records. 

## Il disco
Si tratta di un prodotto speciale della CBS venduto esclusivamente nei ristoranti della catena "Victoria Station". Per l'occasione, Cash ri-registrò molti dei suoi vecchi brani che parlavano di treni, inclusi Hey Porter, Casey Jones, Waitin' for a Train e Wreck of the Ol' 97, oltre ad incidere due nuovi pezzi: John Henry e Destination Victoria Station. Ad oggi l'album non è mai stato ristampato in formato compact disc, e non venne incluso nel cofanetto Johnny Cash: The Complete Columbia Album Collection del 2012.

## Tracce
Lato 1
1. Casey Jones – 3:01
2. Hey Porter – 2:41
3. John Henry – 2:51
4. Wabash Cannonball – 2:39
5. City of New Orleans – 3:38
6. Folsom Prison Blues – 2:45

Lato 2
1. Crystal Chandeliers and Burgundy – 2:27
2. Wreck of the Old 97 – 1:49
3. Waiting for a Train – 1:46
4. Orange Blossom Special – 3:05
5. Texas 1947 – 3:16
6. Destination Victoria Station – 2:20